# Ара Єрецян
Ара Єрецян (вірм. Արա Երեցյան, 23 лютого 1918, Константинополь, Османська імперія — 2010, Відень, Австрія) — вірменський меценат, який врятував понад 400 євреїв у Будапешті в період Голокосту.
Батьки Ари Єрецяна приїхали до Угорщини із Константинополя. У міжвоєнні роки Ара деякий час був членом ультраправої організації «Стрілохрест», потім вийшов із неї та займався бізнесом. 1944 року використав свої гроші та зв'язки для створення в Будапешті шпиталю, в якому ховав євреїв від геноциду. Після закінчення війни заарештований радянською окупаційною владою, але через пів року відпущений. Потім жив і помер у Відні. 1981 року інститут Яд Вашем за порятунок євреїв надав йому почесне звання праведник народів світу.

## Біографія
Народився 1918 року в Константинополі у вірменській родині. Його батьки Нерсес Єрецян та мати Софі Мехтерян разом із маленьким сином та його молодшою сестрою та низкою інших родичів тікали з Туреччини, рятуючись від геноциду вірмен. На британському кораблі вони припливли до Італії, але батько хотів відвідати свого молодшого брата, який жив у Будапешті, який і вмовив сім'ю оселитися в Угорщині.
Продавши привезені з собою коштовності, Нерсес орендував невелику майстерню. Справа йшла успішно, продукція продавалася навіть у Великій Британії. Софі Єрецян створила ательє, яке стало одним із провідних салонів моди у Будапешті. Але батьки незабаром розлучилися. Мати відправила хлопчика вчитися до Франції, а потім до Італії, де він був вихованцем вірменського чернечого ордена мхітаристів.
Повернувшись до Угорщини, взяв собі ім'я Дьордь (угор. György). На початку 1930-х років вступив до молодіжної організації праворадикальної Партії «Стрілохрест» і навіть очолив її. Проте з'ясувалося, що політика молодіжної організації суттєво відрізнялася від політики самої партії. Самостійність молодіжної організації було ліквідовано, а Єрецян залишив її ряди. Ізраїльський інститут Яд Вашем пише, що це сталося через незгоду Єрецяна з політикою переслідування євреїв.
Після невдачі у політиці зайнявся бізнесом і створив хімічний завод Neokémia Vegyipari Művek. Бізнес виявився дуже успішним і Єрецян інвестував гроші також в утилізацію відходів коксу, консервування овочів і навіть імпорт гоночних мотоциклів.
1944 року під час Другої світової війни Єрецяна призначили командиром цивільної оборони в шостому кварталі Будапешта. Після нацистського перевороту і приходу до влади Партії «Стрілохрест» використав свій вплив, щоб допомогти євреям, які переслідувалися. Йому вдалося врятувати близько 400 євреїв у Будапешті. Після того, як до Будапешту увійшла Червона армія, його заарештували і він пів року провів у слідчому ізоляторі.
1958 року залишив Угорщину і влаштувався у Відні, де й помер 2010 року.

## Порятунок євреїв
Користуючись своїми зв'язками в Партії «Стрілохрест», 1944 року власним коштом організував у Будапешті клініку, яка перебувала під контролем посольства нейтральної Швеції. Єрецян звернувся до міністра внутрішніх справ Угорщини з пропозицією безкоштовно допомагати пораненим військовим і цивільним. Міністр підписав документ, щоб Єрецяну дозволили зібрати найкращих лікарів і видати все необхідне для нового шпиталю. Очолив клініку знаний угорський психіатр єврейського походження Ференц Вольгеши.
Єрецян зміг роздобути фальшиві документи, завдяки яким у лікарні працювало 40 єврейських лікарів. Крім цього у лікарні під виглядом пацієнтів ховалися сім'ї цих лікарів й інші євреї — всього близько чотирьохсот осіб. У самій лікарні Єрецяну допомагав Ласло Надь, також згодом визнаний праведником народів світу. Він вів облік усіх виписаних ліків та пацієнтів, яким було надано допомогу. Акуратно оформлені Надем документи справляли сприятливе враження на перевіряльників з Партії «Стрілохрест», які, ознайомившись із паперами, навіть не приїжджали до клініки.
У книзі «Спогади того, хто вижив», канадський лікар Норберт Кереньї розповів, що в той час йому було 17 років, він зустрів на вулиці Будапешта колишнього однокласника, який повідомив Єрецяну, що бачив єврея, який заходив до лікарні, і почав вимагати його арешту. Єрецян відповів, що цього єврея знає особисто і порадив донощику виявити патріотизм на фронті.
Незадовго до штурму міста Червоною армією хтось доніс, що у лікарні ховаються євреї. Солдати прийшли до лікарні та висунули вимогу охороні здати зброю. Ара Єрецян запропонував нікого не чіпати, доки не поговорить з вищим керівництвом. Через годину він повернувся з листом міністра, в якому зазначалося, що це військовий шпиталь, і він поза підозрою. Пізніше Єрецян зізнався, що листа він підробив.

## Визнання заслуг і пам'ять
У своїх спогадах про ув'язнення в радянській в'язниці писав, що спецслужбам потрібні були зізнання заарештованих у підпільній антирадянській діяльності, щоб виправдати своє існування й отримати заохочення, але він єдиний із приблизно 60 ув'язнених не свідчив.
Клопотання євреїв, які вижили, на адресу угорської влади з проханням нагородити Єрецяна не задовольнили.
26 лютого 1981 року інститут Яд Вашем надав Єрецяну почесне звання праведника народів світу. 1982 року посол Ізраїлю у Відні та єпископ Вірменської церкви вручили Єрецяну медаль на церемонії, що проходила у Вірменській церкві. Яд Вашем включив Єрецяна до списку праведників світу у Вірменії. Він став першим із 24  вірмен, яким надано це почесне звання.
Американська письменниця Джулі Оррингер у художньому романі «Невидимий міст» на декількох сторінках описала клініку, в якій ховалися євреї, та Ару Єрецяна. Сам Єрецян 1993 року опублікував невелику книгу спогадів угорською мовою «A védett ház» («Захищений дім»).